# تریتون (بدافزار)
تریتون (به انگلیسی: Triton) یک بدافزار است که نخستین بار در سال ۲۰۱۷ در یک کارخانه عربستان سعودی در حوزه فراورده‌های پتروشیمی کشف شد. این بدافزار قادر است سامانه‌های ایمنی ابزار دقیق را غیرفعال کند که این امر می‌تواند به بروز فاجعه در یک واحد صنعتی منجر شود.
در دسامبر ۲۰۱۷ گزارش شد که سامانه‌های ایمنی یک نیروگاه ناشناس — که تصور می‌شود در عربستان سعودی واقع بوده — به خطر افتادند. دلیل این آسیب مورد هدف حمله قرار گرفتن فناوری ایمنی صنعتی تریکونکس ساخته شرکت اشنایدر الکتریک و به باور عمومی با حمایت یک دولت انجام شده باشد. شرکت امنیت رایانه‌ای سیمنتک اعلام کرد که بدافزار موسوم به «تریتون» از یک آسیب‌پذیری در رایانه‌های مجهز به سیستم‌عامل مایکروسافت ویندوز سوءاستفاده کرده است.
در سال ۲۰۱۸، شرکت فایِرآی که در زمینه پژوهش امنیت سایبری فعالیت دارد، گزارش داد که این بدافزار به احتمال زیاد از «مؤسسه تحقیقات علمی مرکزی شیمی و مکانیک»  سرچشمه گرفته است که یک نهاد پژوهشی در روسیه است.
به گزارش وایرد، حملات تریتون در آمریکای شمالی، چین و روسیه نیز ثبت شده است.

## همچنین ببینید
- تهدیدهای پیشرفته و مستمر
- Cyber electronic warfare
- استاندارد های امنیت سایبری
- حمله سایبری
- سایبرتروریسم
- استاکس‌نت